# Pavé d’Auge
De pavé d’Auge is een Franse kaas, een gewassenkorstkaas, die geproduceerd wordt in de Pays d’Auge, in het kanton Moyaux.
De kaas is de oudere variant van de pont-l’évêque, de naam pavé d’Auge wordt tegenwoordig gebruikt voor alle gewassenkorstkazen uit de regio. Het is geen AOC-kaas, er zijn ook geen strikte omschrijvingen voor welke kaas tot deze soort behoort en welke niet. Andere namen die ook weleens voor deze kaas gehanteerd worden, zijn de pavé de Moyaux of de pavé du Plessis. De term ‘pavé’ slaat op de vorm van de kaas, de vorm van een tegel.
De melk wordt na ontvangst verwarmd tot zo’n 35°C. De melk wordt met kalfsleb gestremd. De wrongel wordt gesneden, afgegoten en in een vierkante vorm gedaan. De eerste fase vindt plaats in een warme ruimte (22°C). De kaas wordt niet onder druk gezet, de vorm wordt op een zeef geplaatst en gedurende 1-2 dagen regelmatig gekeerd om de wei weg te laten lopen. In de droogruimte zal de kaas 5 dagen verblijven. Daarna wordt de kaas gezouten, gewassen en geborsteld. De laatste stap is het rijpen gedurende twee tot vier maanden. De kaas krijgt door de vrij lange rijping een sterke smaak.